# Jalal Talabani
Jalal Talabani (12 tháng 11 năm 1933 - 3 tháng 10 năm 2017) là một chính khách người Kurd ở Iraq. Từng là là tổng thống thứ sáu của Iraq, từ ngày 7/4/2005 đến 24 tháng 07 năm 2014. Ông là vị tổng thống Iraq đầu tiên không phải là người Ả Rập. Talabani là người sáng lập và tổng thư ký của một trong những đảng phái chính trị của người Kurd, Liên minh Ái quốc người Kurd (PUK). Ông là một thành viên nổi bật của Hội đồng tự quản lâm thời Iraq, được thành lập sau khi chế độ Saddam Hussein sụp đổ vào năm 2003. Talabani đã là một người bênh vực cho quyền và dân chủ của người Kurd ở Iraq trong hơn 50 năm. Ngoài nguồn gốc người Kurd của mình, ông thông thạo tiếng Ả Rập, Ba Tư, và tiếng Anh. Talabani là một thành viên của Quốc tế xã hội chủ nghĩa. Ông tốt nghiệp từ Đại học Baghdad.